# Elías Gómez
Elías José Gómez (Granadero Baigorria, Santa Fe; 9 de junio de 1994) es un futbolista argentino. Se desempeña como lateral izquierdo y juega en Vélez Sarsfield de la Primera División de Argentina.

## Trayectoria
Su primer partido en la máxima categoría fue el 23 de noviembre de 2013, ante Olimpo, en un encuentro correspondiente al Torneo Inicial 2013; el técnico canalla era Miguel Ángel Russo. En el resto de esa temporada jugó otros tres encuentros, dos de ellos como titular. El Torneo de Transición 2014 lo encontró con mayor participación, siendo alternativa en el puesto de marcador de punta izquierda de Rafael Delgado. Durante el Campeonato de Primera División 2015 ha tenido participación en las primeras cinco fechas, hasta que Cristian Villagra estuvo habilitado para jugar por Central, pasando así a ser suplente. A principios de 2016 formó parte del SuperDraft de la MLS 2016 junto a su compañero de equipo Jesús Fared, no logrando firmar contrato ninguno de los dos. Finalmente, Gómez fue cedido a préstamo a Defensa y Justicia, equipo en el que tuvo escasa participación durante el Campeonato de Primera División 2016, logrando mayor continuidad en el inicio de la temporada 2016-17.
En 2018, conforma parte del plantel campeón de Rosario Central que obtuvo la Copa Argentina.
En 2019 Gómez fue cedido a Argentinos Juniors en donde jugó 26 partidos y marcó 3 goles. Tras este desempeño destacado, el club de La Paternal decidió comprar el 50% de su pase en enero de 2020 y posteriormente, en mayo de 2021, compró la otra mitad restante.
En enero de 2022, se confirmó su traspaso a River Plate por U$S 1.500.000. Debutó no oficialmente ante Vélez Sarsfield por la Copa Amistosa Juan Gilberto Funes.
En 2023 fue transferido a Vélez Sarsfield por 1 millón de dólares por el 50 % del pase. Será jugador de Vélez por tres años y medio.

## Estadísticas

### Clubes
| Club | Div.                | Temporada           | Liga  | Liga  | Copas Nacionales(1) | Copas Nacionales(1) | Copas Internacionales(2) | Copas Internacionales(2) | Total | Total |
| Club | Div.                | Temporada           | Part. | Goles | Part.               | Goles               | Part.                    | Goles                    | Part. | Goles |
| --- | ------------------- | ------------------- | ----- | ----- | ------------------- | ------------------- | ------------------------ | ------------------------ | ----- | ----- |
| Rosario Central Argentina | 1.ª                 | 2013-14             | 4     | 0     | —                   | —                   | —                        | —                        | 4     | 0     |
| Rosario Central Argentina | 1.ª                 | 2014                | 7     | 0     | —                   | —                   | —                        | —                        | 7     | 0     |
| Rosario Central Argentina | 1.ª                 | 2015                | 5     | 0     | 1                   | 0                   | —                        | —                        | 6     | 0     |
| Rosario Central Argentina | 1.ª                 | 2017-18             | 4     | 0     | 2                   | 0                   | —                        | —                        | 6     | 0     |
| Rosario Central Argentina | 1.ª                 | 2018-19             | 3     | 0     | —                   | —                   | —                        | —                        | 3     | 0     |
| Rosario Central Argentina | Total               | Total               | 23    | 0     | 3                   | 0                   | 0                        | 0                        | 26    | 0     |
| Defensa y Justicia Argentina | 1.ª                 | 2016                | 1     | 0     | —                   | —                   | —                        | —                        | 1     | 0     |
| Defensa y Justicia Argentina | 1.ª                 | 2016-17             | 9     | 0     | 2                   | 0                   | —                        | —                        | 11    | 0     |
| Defensa y Justicia Argentina | Total               | Total               | 10    | 0     | 2                   | 0                   | 0                        | 0                        | 12    | 0     |
| Argentinos Juniors Argentina | 1.ª                 | 2018-19             | 10    | 2     | 8                   | 0                   | 3                        | 0                        | 21    | 2     |
| Argentinos Juniors Argentina | 1.ª                 | 2019-20             | 22    | 1     | 4                   | 0                   | 2                        | 0                        | 28    | 1     |
| Argentinos Juniors Argentina | 1.ª                 | 2020                | —     | —     | 10                  | 1                   | —                        | —                        | 10    | 1     |
| Argentinos Juniors Argentina | 1.ª                 | 2021                | 23    | 0     | 16                  | 2                   | 8                        | 0                        | 47    | 2     |
| Argentinos Juniors Argentina | Total               | Total               | 55    | 3     | 38                  | 3                   | 13                       | 0                        | 106   | 6     |
| River Plate Argentina | 1.ª                 | 2022                | 16    | 0     | 13                  | 0                   | 2                        | 1                        | 31    | 1     |
| River Plate Argentina | 1.ª                 | 2023                | 5     | 0     | 1                   | 0                   | 0                        | 0                        | 6     | 0     |
| River Plate Argentina | Total               | Total               | 21    | 0     | 14                  | 0                   | 2                        | 1                        | 37    | 1     |
| Vélez Sarsfield Argentina | 1.ª                 | 2023                | —     | —     | 14                  | 0                   | —                        | —                        | 14    | 0     |
| Vélez Sarsfield Argentina | 1.ª                 | 2024                | 25    | 1     | 20                  | 1                   | —                        | —                        | 45    | 2     |
| Vélez Sarsfield Argentina | 1.ª                 | 2025                | 20    | 0     | 3                   | 0                   | 8                        | 0                        | 31    | 0     |
| Vélez Sarsfield Argentina | Total               | Total               | 45    | 1     | 37                  | 1                   | 8                        | 0                        | 90    | 2     |
| Total en su carrera | Total en su carrera | Total en su carrera | 154   | 4     | 94                  | 4                   | 23                       | 1                        | 271   | 9     |
| (1) Las copas nacionales se refiere a la Copa Argentina, a la Copa de la Superliga, a la Copa de la Liga Profesional, al Trofeo de Campeones y a la Supercopa Internacional. (2) Las copas internacionales se refiere a la Copa Libertadores y a la Copa Sudamericana. |                     |                     |       |       |                     |                     |                          |                          |       |       |

## Palmarés

### Títulos nacionales
| Título                  | Equipo                | País      | Año     |
| ----------------------- | --------------------- | --------- | ------- |
| Copa Argentina          | C. A. Rosario Central | Argentina | 2017-18 |
| Primera División        | C. A. River Plate     | Argentina | 2023    |
| Primera División        | C. A. Velez Sarsfield | Argentina | 2024    |
| Supercopa Internacional | C. A. Velez Sarsfield | Argentina | 2024    |

## Vida privada
Elías sufrió la pérdida de su madre, Zinilda de 66 años, y de su hermana Melani de 25 años. El hecho ocurrió el domingo 17 de julio en la autopista Rosario-Buenos Aires, a la altura de Ramallo. El accidente fue contra un camión que realizó un giro en U. El camionero, cuyo nombre no trascendió pero se sabe que es oriundo de Chaco, quedó detenido por orden de la Justicia de San Nicolás.